# Элефанта
Элефа́нта также Пещеры Элефа́нта или Пещеры острова Элефа́нта (маратхи घारापुरीच्या लेण्या) — архитектурно-карстовый комплекс вблизи города Мумбаи, Индия. Расположен в центральной части острова Гхарапури (Элефанта), расположенного в Аравийском море. Так называемый «Город Пещер» содержит большое собрание наскального искусства, посвящённого культу бога Шивы. В 1987 году пещерные храмы на острове Элефанта вошли в список объектов Всемирного наследия ЮНЕСКО.